# Compagnie du Chili
La Compagnie du Chili était l'une des trois sociétés créées en 1825 pour exploiter les mines d'argent, de cuivre et de charbon au Chili, avec des capitaux anglais, peu après l'indépendance du pays.

## Histoire
La Compagnie du Chili était aussi l'une des 26 sociétés minières qui se sont créées en 1824 et 1825 en Amérique latine, avec des actionnaires et des ingénieurs anglais, venus en général de Falmouth (Cornouailles).
Capitalisée d'un million de sterling, elle avait pour président un juriste et homme politique chilien de premier plan, Mariano de Egana, ambassadeur chilien dans plusieurs pays d'Europe. Ex-ministre des relations extérieures du général Ramón Freire il avait négocié la reconnaissance officielle du Chili par Londres et un grand emprunt. Dès mai 1824, il avait milité pour abolir la liberté de la presse au Chili, en laissant entendre que les Anglais exigeaient, en échange de leur investissement, des institutions solides.